# Сабана Ојос (Порторико)
Сабана Ојос (шп. Sabana Hoyos) град је у америчкој острвској територији Порторико, острвској држави Кариба.

## Демографија
По попису из 2010. године број становника је 1.783, што је 40 (-2,2%) становника мање него 2000. године.
| Група             | 2000.         | 2010.         |
| Белци             | 13 (0,7%)     | 5 (0,3%)      |
| Афроамериканци    | 48 (2,6%)     | 92 (5,2%)     |
| Азијати           | 1 (0,1%)      | 2 (0,1%)      |
| Хиспаноамериканци | 1.809 (99,2%) | 1.775 (99,6%) |
| Укупно            | 1.823         | 1.783         |